# Periphymopsis
Periphymopsis is een geslacht van wantsen uit de familie van de Scutelleridae (Pantserwantsen). Het geslacht werd voor het eerst wetenschappelijk beschreven door Henri Schouteden in 1904.

## Soorten
Het genus is monotypisch en bevat alleen de volgende soort:

- Periphymopsis lethierryi (Puton, 1873)